# Fernande Flous
Fernande Flous de Durand (1908- 1996) fue una botánica francesa, que se especializó en Coniferales, trabajando y publicando intensamente con su colega Gaussen (1891-1981).

## Algunas publicaciones
- Tesis presentada en la Facultad de Ciencias de Toulouse para obtener el grado de doctorado en Ciencias naturales
- 1937. Expériences forestières. 1 Jouéou et Lanu d'Esbas
- 1937. Recent work on the Taxonomy of Conifers. Forestry 11 ( 1) : 64-66
- fernande Flous; henri marcel Gaussen. 1937. "L'Arboretum de Jouéou". En Travaux du Laboratoire Forestier de Toulouse, Tomo VI, Vol. I, Art. IV, Toulouse : Facultad de Ciencias
- 1936. Classification et évolution d'un groupe d'abiétinées
- 1936. La classification naturele des Pinacees. En Comptes Rendus de la Academia de Ciencias 202 ( 19 ): 863-865, 9 de marzo de 1936 [en japonés]
- 1934. Deux espèces nouvelles de Pseudotsuga Américains. Bull. Soc. Hist. Nat. Toulouse 66: 211-224
- 1934. Diagnoses d'espèces et variétés nouvelles de pseudotsuga américaines. Bull. Soc. Hist. Nat. Toulouse 66: 329-346
- 1933. Les Pins montagnards et subalpins des Pyrénées
- fernande Flous; henri marcel Gaussen. 1932. Une Nouvelle espèce de sapin mexicain, Abies hickeli

## Honores
- Sociedad Botánica de Francia[3]
- Sociedad de Historia natural de Toulouse

### Eponimia
- (Taxodiaceae) Taiwania flousiana Gaussen[4]

- La abreviatura «Flous» se emplea para indicar a Fernande Flous como autoridad en la descripción y clasificación científica de los vegetales.[5]
- Prix Gandoger - 1937